# سیارک ۲۵۷۵۱
سیارک ۲۵۷۵۱ (به انگلیسی: 25751 Mokshagundam، نامگذاری:2000BS6)۲۵۷۵۱مین سیارک کشف شده‌است که در ۲۵ ژانویه ۲۰۰۰ کشف شد.